# Lancia Y10

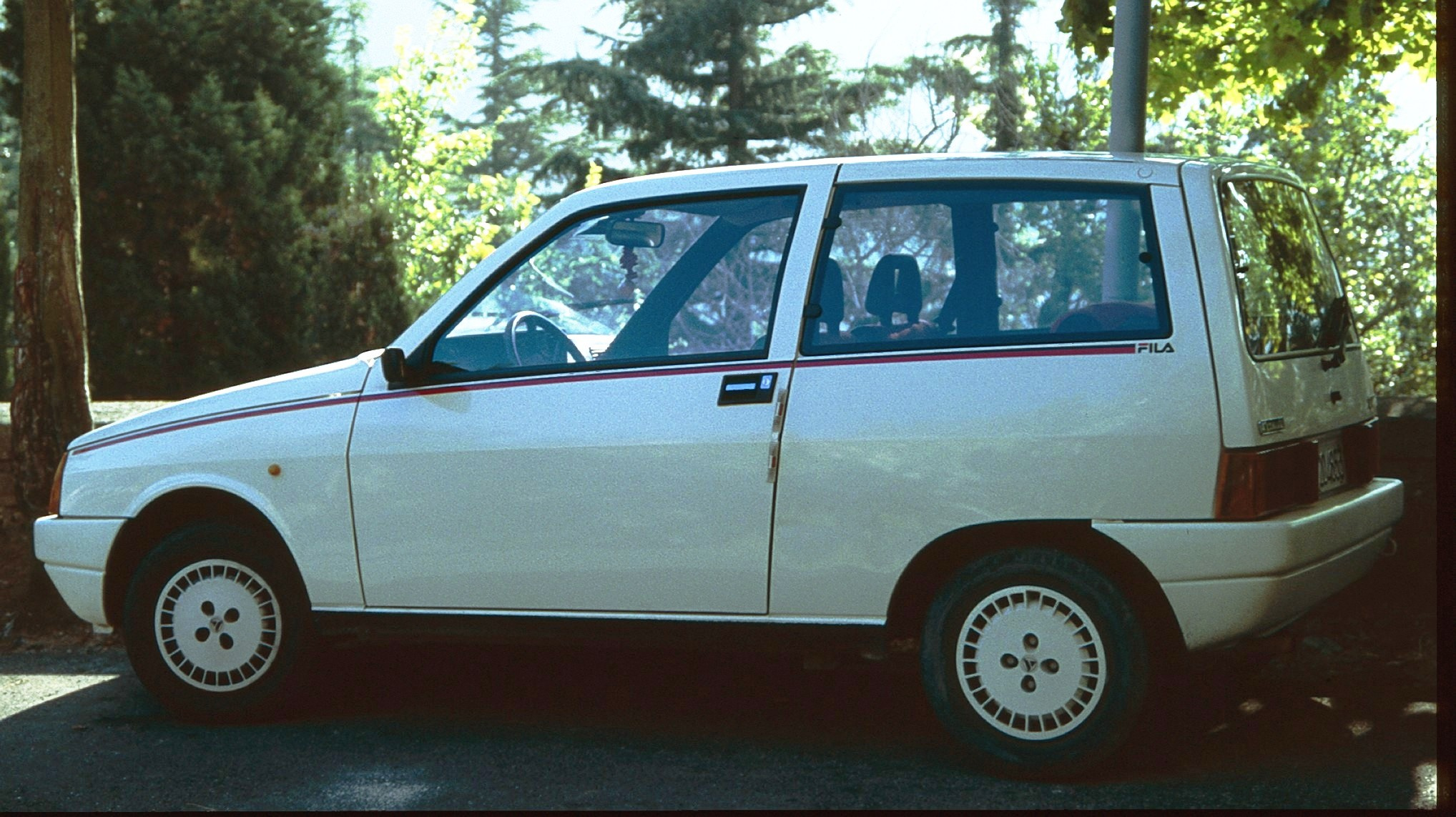
Autobianchi-Lancia Y10

L'Autobianchi / Lancia Y10  est un modèle d'automobile produit de 1985 à 1995. Elle est basée sur une plateforme de Fiat Panda et possède trois portes.

## Histoire
C'est durant l'été 1978 que la direction générale de Fiat Auto à Turin décide de lancer deux projets : le remplacement de la Fiat 127 et l'étude de la Tipo 4 qui devait être une voiture de classe européenne de 2 litres. Mais chez Lancia on réfléchissait également au remplacement de l'Autobianchi A112 qui était commercialisée depuis déjà neuf ans !
C’est dans ce contexte que les bureaux d'études de Fiat et de Lancia planchent l’un sur la Tipo Uno, l’autre sur la Lancia Uno. L’ingénieur Gaetano Gallinaro, responsable de l’étude Lancia, se souvient que les échanges étaient loin d’être simples : « Je suis arrivé en juillet 1978 et je passais mon temps Corso Marconi, au siège central de Fiat. Il y avait le responsable du bureau de design, Mario Maioli, et deux propositions s’affrontaient : celle de Pininfarina très classique et celle d'Italdesign, au style novateur, avec une caisse plus haute, une sorte de crossover avant l’heure ». Ce projet était loin de faire l’unanimité et il fallut attendre le début de l'année 1979 et la nomination de Vittorio Ghidella à la direction des projets pour voir la situation évoluer brutalement.
L’homme, sous une apparente timidité, cache un tempérament direct et irrévérencieux, loin des rondeurs habituelles chez Fiat. Ingénieur et passionné par la technique, il déserte le plus souvent possible son bureau pour côtoyer les techniciens et les ouvriers, voulant systématiquement tester lui-même les prototypes. « Les voitures ne se conduisent pas avec de belles paroles, disait-il, mais en posant son cul dedans ! ».
Au cours d’un test organisé à Milan, les deux projets sont montrés à des clients potentiels sans leur préciser pour quelle marque ils ont été conçus. Le résultat est sans appel : la Lancia Uno sort du lot, étant perçue comme une voiture pratique et multifonction. Il n’en faudra pas plus pour que Ghidella décide de récupérer l’étude pour en faire la future Fiat Uno moyennant quelques modifications mineures. Chez Lancia, on apprécie moyennement de se voir privé de milliers d’heures de recherches. Il est même envisagé de se contenter d'un simple restyling l’Autobianchi A112 mais, après quelques dessins préliminaires, Fiat décidera de mettre sur la touche cette idée saugrenue.
La décision définitive viendra l’été 1982 avec le lancement du projet code Y10, qui devra partiellement reprendre la plateforme de la Fiat Panda déjà en production depuis 1980, dans un souci de rationalisation. Ghidella ayant imposé que tous les futurs modèles du groupe Fiat (avec Alfa Roméo et Lancia) devaient être capables de passer d’une chaîne à l’autre en fonction des besoins. Le cahier des charges de l'Y10 imposé aux ingénieurs est très lourd : carrosserie aérodynamique, hayon en matériaux composites injectés afin de réduire le poids, pavillon sans gouttières comme sur la Fiat Uno, version sportive avec turbo ou compresseur volumétrique type Lancia Trevi Volumex, direction à rapport variable, comportement routier irréprochable... tout en devant composer avec des contraintes économiques et techniques. C'est ainsi que le hayon sera en acier pour des raisons de robustesse, tout en maintenant la couleur noire qui sera l’un des signes distinctifs de la voiture.
Le lancement était programmé pour le Salon de Genève qui ouvrait le 17 mars 1985. La nouvelle Lancia Y10 y sera bien présente, malgré le retard pris par la phase d’industrialisation plus complexe que prévu, 1 500 des 3 000 exemplaires de présérie exigés par Ghidella n’ayant pas été assemblés à temps. Les réactions sont mitigées. La ligne choque avec ce hayon vertical et bien qu’elle affiche un Cx exceptionnel pour une voiture de 3,4 m de longueur, les observateurs qualifient le design de “passe-partout”. Par contre, l’habitacle surprend même les plus exigeants par sa richesse, digne d’une grande routière alors qu’elle se veut une citadine pure et dure : planche de bord et sièges revêtus d'Alcantara, poste radio avec un volet de protection, rétroviseurs réglables de l’intérieur plus une longue liste d’options comprenant les vitres de custodes entrouvrables électriquement, le verrouillage centralisé ou un combiné numérique.
Ce qui surprendra c’est le choix de badger l'Y10 Autobianchi en Italie, en France et au Japon, marchés où l’A112 a connu un énorme succès commercial, et Lancia sur les autres. Cette confusion sera entretenue également sur le dossier de presse qui évoque « une Autobianchi née Lancia ».

## Autobianchi, puisLancia
L'Y10 sera vendue, à partir de 1985, sous la marque Lancia en Europe du Nord et sous la marque Autobianchi en France, en Italie et au Japon notamment. Fin 1989, la marque Autobianchi est abandonnée en France, à la suite de l'arrêt du contrat entre l'importateur français Chardonnet et le groupe Fiat. L'Y10 devient donc officiellement une Lancia en France, distribuée par le réseau Lancia, dépendant directement de Fiat France. En Italie, l'Y10 restera commercialisée sous la marque Autobianchi jusqu'à la fin de sa production.
Au total 1 133 774 exemplaires seront construits.

## Parenté technique avec la Fiat Panda
D'un point de vue technique, l'Y10 est basée sur la plate-forme de la Fiat Panda et en reprend la suspension avant, l'empattement et la transmission. Par contre, la suspension arrière est nouvelle et utilise un essieu déformable à fixation centrale, dit « essieu Omega », alors que la Panda n'utilise alors qu'un essieu rigide à ressorts mono-lame. La Panda reprendra, avec sa seconde version en 1986, cette suspension novatrice qui permet d'améliorer sensiblement le confort.
La gamme des moteurs utilisés est très différente de celle des Panda. La version de base reçoit en effet une motorisation entièrement nouvelle, le Moteur Fiat FIRE « Fully Integrated Robotized Engine », qui se caractérise par sa simplicité, sa robustesse, son excellent rendement et un entretien facile et économique.
En outre, en ce qui concerne la fiabilité, ce modèle possède une particularité appréciable et peu fréquente. En effet, la plupart des moteurs subissent de gros dégâts, nécessitant des réparations coûteuses, si leur courroie de distribution casse, saute, ou se décale. Dans le cas du moteur FIRE (en tout cas dans les versions huit soupapes, telles que celles montées notamment sur les Y10), la forme de la culasse fait que les soupapes ne peuvent toucher les pistons et être endommagées en cas de casse de courroie, même à haut régime. Ainsi le moteur ne subit aucun dégât, Il suffit de remplacer la courroie.
Ce moteur sera utilisé par la suite sur un très grand nombre de modèles, notamment la Fiat Panda et la Fiat Uno. Les qualités du moteur FIRE seront un atout de taille pour l'Y10.
Les parallèles entre l'Y10 et la Panda sont nombreux. Partageant une base commune, ces deux modèles évolueront souvent de concert. De dimensions très proches, ils seront les deux facettes d'un même concept, la Fiat Panda étant une petite voiture mettant en avant un style rustique et spartiate, avec un prix d'achat très intéressant, l'Y10 étant luxueuse, raffinée et plus confortable, pour un prix un peu plus élevé.

## Un style novateur
En 1985, l'Y10 se distingue par son style très typé dit « capsule spatiale » :
- ligne en coin très marquée,
- hayon arrière vertical et de couleur noir mat, quelle que soit la couleur de la carrosserie,
- carrosserie aux formes nettes et dépouillées.

Il faudra un peu de temps pour que ce style soit bien accepté par de la clientèle. La carrosserie de l'Y10 se caractérise aussi par son excellente aérodynamique, avec un Cx exceptionnel de 0,31 pour un véhicule aussi petit.
Elle a été dessinée par le bureau de style Fiat, après le rejet des propositions de Giugiaro et Pininfarina.

## Évolution de la gamme

### 1resérie 1985-1989
L'Autobianchi / Lancia Y10 est présentée officiellement au 55e Salon de l'automobile de Genève qui s'est tenue du 7 au 17 mars 1985. Elle doit remplacer l'Autobianchi A112. Considérant que la très grande différence entre les deux voitures pourrait désorienter les clients, le marketing de l'entreprise a imposé que l'A112 reste au catalogue, aux côtés de l'A112, jusqu'à la fin d'année 1986. Ce que la Y10 et l'A112 avaient en commun est seulement la marque, la forme à 2 volumes avec 2 portes et un hayon, et surtout la même ambition, d'être des citadines de "classe", pour satisfaire les exigences non seulement d'un public féminin toujours plus exigeant, mais aussi de tous ceux qui voient la petite voiture non seulement comme un moyen de se faufiler plus facilement dans la circulation urbaine, mais aussi comme un objet précieux en termes de design, de performances et de confort.
La définition du projet Y10 a nécessité plus de trois années d'études. Pour les études de style de la carrosserie, des missions ont été confiées à Pininfarina, à Italdesign de Giorgetto Giugiaro et au Centro Stile Fiat qui, à partir de 1980, ont réalisé des centaines de dessins, esquisses et maquettes grandeur nature. C'est finalement le projet du designer Antonio Piovano - du Centro Stile Fiat qui a été retenu, car il répondait le mieux au thème proposé : concevoir une voiture destinée à un utilisateur particulier "élitiste", un véritable vaisseau amiral miniature souhaité par les femmes, au même titre qu'un sac à main de créateur, et par les hommes comme leur costume préféré. Une voiture qui ait une identité sans équivoque sous la marque Lancia.
Le style de l'Y10 se distingue par sa forme élancée et dynamique, aux lignes extrêmement épurées, aux surfaces tendues et lisses. La carrosserie est très aérodynamique arborant un Cx de 0,31, un record pour une voiture de cette taille. C'est la partie arrière qui représente l'innovation la plus importante du design du Y10 et qui frappe le public et la presse avec son hayon plat et presque vertical, et sa peinture noir satiné, quelle que soit la couleur de la carrosserie. Compte tenu de la forme du hayon, pour rendre l'ouverture et l'accès au coffre plus pratiques, son articulation au niveau du toit est reculée de onze centimètres. Le pare-brise, collé avec un joint en résine de silicone, est très vaste et balayé par un grand essuie-glace monobranche, comme les récentes petites voitures du groupe Fiat, les Panda et Uno. Le flanc est caractérisé par une ligne de ceinture qui se relève vers l'arrière avec une absence totale de nervures et de profilés de protection latérale.
Fidèle à la philosophie de l'industrie automobile italienne de l'époque concernant l'aménagement des voitures à vocation utilitaire et citadine, la Y10 est proposée uniquement avec une carrosserie à 3 portes assez grandes pour faciliter l'accès à la voiture aux passagers arrière, facilité par des sièges avant entièrement rabattables.
Le tableau de bord comprend deux bandes horizontales. La partie supérieure est recouverte d'un matériau synthétique moussé de 2 couleurs, noir ou marron foncé, en accord avec la teinte de la carrosserie, tandis que la partie inférieure est recouverte d'Alcantara de couleur claire, qui se poursuit sur la bande haute des panneaux de porte et les panneaux latéraux arrière. Selon le niveau de finition choisi, les sièges sont revêtus de tissu ou d'Alcantara et le sol de l'habitacle et l'ensemble du coffre est recouvert de moquette. Elle offre la commande des lève vitres est électrique et le verrouillage centralisé des portes. Les instruments au tableau de bord sont éclairés par des LED et la voiture est équipée d'un ordinateur de bord.
La gamme d'origine comprend trois modèles :
- l'Y10 Fire, avec moteur Fiat FIRE de 999 cm3, 45 ch DIN
- l'Y10 Touring, moteur Fiat 127 Brasil 1 049 cm3, 55 ch DIN
- l'Y10 Turbo, moteur Fiat 127 Brasil 1 049 cm3, suralimenté par turbocompresseur, 85 ch DIN. Cette version est très performante, mais assez brutale, et l'effet turbo met à mal la motricité.

L'Autobianchi / Lancia Y10 a obtenu la 2e place du Trophée Voiture de l'année 1986 avec 291 points juste derrière la Ford Scorpio 337 points.
La gamme répond aux critères écologiques non encore obligatoires en Europe, (la 1re norme Euro 0 n'arrivera que le 1er janvier 1990 pour les poids lourds et en 1992 pour les voitures), mais déjà en vigueur en Suisse. Elle est complétée, en octobre 1986, avec la version 4 roues motrices Y10 4WD.

### 2esérie 1989-1992
Fin 1989, l'Y10 bénéficie de quelques retouches de présentation, et, plus important, sa gamme de motorisations est renouvelée autour de moteurs FIRE à injection électronique équipés d'un pot cathaliseur :
- le moteur Autobianchi de 1 049 cm3 est remplacé par une nouvelle version du moteur Fiat FIRE, de 1 108 cm3, développant 57 ch DIN,
- La brutale Turbo est supprimée, remplacée par la GT ie, dotée d'un 1 301 cm3 atmosphérique, à injection électronique Magneti-Marelli, légèrement moins puissant (78 ch DIN au lieu de 85) mais moins brutal, plus sobre et presque aussi performant. Par ailleurs, les tarages de suspension sont revus pour améliorer le confort, qui reste cependant relativement sec.
- Y10 Elettra : conçue et construite pour répondre aux normes strictes de la compétition, cette version spéciale de l'Y10 a remporté une victoire éclatante au 2e Grand Prix 4E (Énergie solaire, Électricité, Écologie, Europe)[2], course organisée de 1988 à 1993 par la revue Quattroruote réservée aux voitures électriques sur le circuit du Parco del Valentino de Turin le 11 juin 1989. La voiture était conduite par Piero Rissone et remportera l'année suivante le Grand Prix automobile de Rome.

### 3esérie 1992-1995
Lors de la présentation de la 3e génération de l'Y10 en septembre 1992, Lancia profite de l'occasion pour clore la parenthèse Autobianchi, dont l'usine de Desio a été fermée peu avant, et intègre définitivement le modèle dans sa gamme dont la production sera déplacée dans l'usine Alfa Romeo d'Arese, en banlieue de Milan.
En 1992, la Lancia Y10 bénéficie d'une présentation renouvelée :
- l'avant est retouché avec une nouvelle calandre et des phares moins hauts, dans le style de la Dedra,
- l'arrière a un style plus lisse, avec de nouveaux feux plus grands,
- la planche de bord est complètement nouvelle dans son style, plus arrondi, et son instrumentation.
- la climatisation en série sauf sur la version d'entrée de gamme.

La gamme comprend :
- Y10 1.1 ie
- Y10 1.1 Elite
- Y10 1.1 Elite Selectronic (boîte de vitesses automatique ECVT à variation continue)
- Y10 Avenue
- Y10 Avenue Selectronic
- Y10 1.3 Elite
- Y10 4WD

En septembre 1993, la version Y10 Mia réapparaît avec un hayon avec peinture mouchetée selon un procédé particulier appelé "Cubic Printing System", coordonné avec les nouveaux revêtements intérieurs. La mécanique et l'équipement correspondent à la version de base Y10 1.1 ie.

## Des versions novatrices

### Y10 4WD

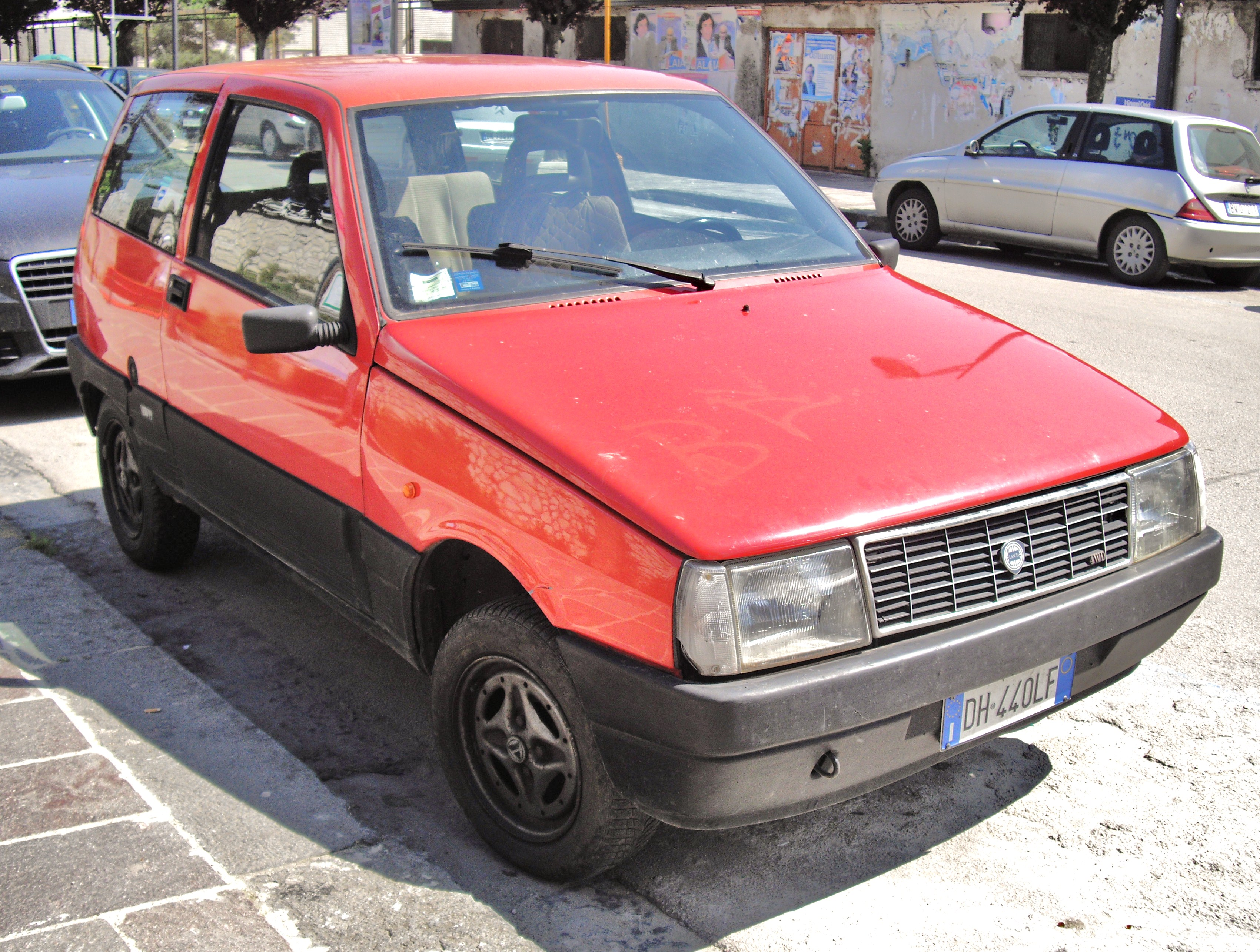
Lancia Y10 4WD

En 1986, l'Y10 4 WD fait son apparition, une version à 4 roues motrices non permanentes. Elle reprend les éléments de transmission de la Panda 4x4, mais avec un système de commande électro-pneumatique sophistiqué.
Ainsi, en conduite normale, la transmission vers les roues arrière est complètement débrayée et ne provoque pas plus de résistance à l'avancement que sur une Y10 conventionnelle. Pour disposer des quatre roues motrices, il suffit de presser un interrupteur au tableau de bord. Il est possible d'actionner cette commande à n'importe quelle vitesse, cependant, le passage en 4x4 ne s'effectue que si la vitesse descend en dessous de 55 km/h, pour éviter des contraintes dans la transmission. Une fois le passage en 4x4 effectué, il est possible de rouler à n'importe quelle vitesse. Moteur coupé, la transmission vers l'arrière est embrayée, afin d'éviter que les moyeux AR ne soient bloqués par le gel, la neige ou la boue.
Attention cependant, l'Y10 4WD, de même que la Panda 4x4 ou la Subaru Justy 4WD, ses concurrentes directes, ou la majorité des véhicules à quatre roues motrices disponibles à l'époque, est un « 4x4 enclenchable », sans différentiel central. Il faut donc éviter de rouler en 4x4 sur route sèche.
La suspension arrière est différente de celle des autres Y10 ; la 4WD dispose d'un essieu rigide à ressorts à lames, comme la Panda 4x4. Le pont est identique, mais les lames de ressorts différentes. L'Y10 4WD est équipée d'origine d'amortisseurs à gaz.
L'équipement pneumatique est également différent de celui des Y10 Fire. L'Y10 4WD est dotée de pneus  Pirelli 155/70 R 13 au lieu de 135 R 13. Il s'agit soit de pneus hiver Pirelli Winter 160, soit de pneus asymétriques spécialement conçus pour les routières à quatre roues motrices. Elle bénéficie également de jantes acier au dessin spécifique.
La direction bénéficie d'une modification de son rapport de démultiplication par rapport aux modèles à deux roues motrices. Elle est ainsi légèrement moins directe, peut-être pour compenser le léger durcissement de la direction lors de la conduite en quatre roues motrices.
Lors de son lancement, l'Y10 4WD est équipée du moteur Fiat FIRE 999 cm3 développant 50 ch DIN au lieu de 45 ch DIN sur la version de base. Fin 1989, ce moteur est remplacé par le FIRE 1 108 cm3 à injection électronique monopoint Bosch, développant 57 ch DIN.
La boîte de vitesses intégrant une prise de force pour les roues arrière est héritée de la Panda, mais avec un rapport réducteur différent et une cinquième vitesse plus longue. L'étagement de la boîte offre un premier rapport très court, utilisé en tout chemin ou pour démarrer en forte côte, et les démarrages en conditions normales peuvent se faire sur le second rapport. Le premier rapport offre une vitesse de 4,7 km/h à 1 000 tr/min, alors qu'il est de l'ordre de 7 km/h sur une petite berline conventionnelle de puissance similaire. Le rapport final en cinquième est très court (25 km/h à 1 000 tr/min), ce qui rend la voiture très nerveuse et permet de conserver ce rapport dès 60 km/h, voire moins. Par contre, sur autoroute, le moteur tourne vite mais la vocation de la voiture n'est pas de beaucoup rouler sur autoroute à grande vitesse.

### Y10 Selectronic
En 1990, les petites voitures disposant d'une boîte de vitesses automatique sont rares. L'Y10 combine la transmission Van Doorne à courroie et l'embrayage automatique Subaru à commande électronique. Cette transmission offre une variation continue alors qu'une boîte automatique conventionnelle dispose de trois ou quatre rapports. Offrant un bon rendement, ce système est bien adapté à une petite voiture de cylindrée et puissance modestes. Cette version de l'Y10 offre des performances similaires à celles de la version à boîte manuelle.

### Y10 Igloo
Positionnée commercialement comme une petite voiture luxueuse, l'Y10 reçoit dans cette version la climatisation, en 1990.

### Y10 Ego
Pour accentuer encore son positionnement luxueux, l'Y10 Ego couronne la gamme en 1991 avec un intérieur en cuir.
Série limitée lancée en 1991, elle ressemble à l'extérieur à la GT-ie et dispose de jantes alu et d'une peinture noire métallisée ainsi que d'un pare-chocs avec feux antibrouillard intégrés. À l'intérieur, habillage cuir fauve POLTRONA FRAU pour les sièges, les contre-portes ainsi qu'une partie du tableau de bord (plus complet des GT-IE) et coûtait 69 900 francs avec un seul moteur disponible, le Fiat 156C00 de 1 108 cm³ i.e. de 57 Ch DIN (41 kW).

### Y10 Mia
Cette série spéciale est apparue en 1991. L'acheteur a la possibilité de choisir trois couleurs de carrosserie : bleu Madras, vert Derby et noir. Pour l'intérieur, en Alcantara, le choix est aussi de trois couleurs : turquoise, glace et ocre. L'équipement s'enrichit de vitres électriques, d'un rétroviseur extérieur droit, d'une montre digitale, du pré-équipement radio et d'un volant réglable en hauteur. Les moteurs proposés sont le FIRE 1000 à carburateur de 45 Ch DIN et le moteur Fiat 156C046 - FIRE 1108 à injection monopoint de 50 Ch DIN. L'Y10 Mia dispose d'un allumage électronique et d'un catalyseur à 3 voies pour respecter les nouvelles normes Euro.
En septembre 1993, l'Y10 Mia 2e version se distingue par un hayon à la peinture mouchetée, reprenant le motif du tissu intérieur, selon un procédé "Cubic Printing System" mis au point par Lancia.
On peut voir là les prémices de la personnalisation de la future Ypsilon, avec son catalogue de plus de 100 couleurs (Kaleidos), et ses peintures spéciales, notamment micassées.

## Production
Production de l'Y10 1re et 2e séries 1984-1992 
|                                     | Années production | Unités produites |
| ----------------------------------- | ----------------- | ---------------- |
| FIRE                                | 1984 - 1987       | 223 294          |
| FIRE/LX/Fila 2/Missoni              | 1988 - 1989       | 115 940          |
| FIRE/Mia                            | 1988 - 1992       | 280 020          |
| FIRE Ecologico/LX/Fila/Fila 2       | 1988 - 1989       | 5 905            |
| FIRE Ecologico                      | 1989 - 1990       | 3 744            |
| FIRE 4WD                            | 1986 - 1987       | 6 785            |
| FIRE 4WD II                         | 1988 - 1989       | 4 298            |
| Fire 4WD III                        | 1989              | 91               |
| FIRE Ecologico 4WD (prototype)      | 1988              | 1                |
| FIRE i.e. cat/LX/Fila 2/Missoni     | 1988              | 1 719            |
| FIRE i.e. cat/LX                    | 1988 - 1989       | 2 104            |
| FIRE i.e. cat 4WD                   | 1988              | 170              |
| Touring 1050                        | 1984 - 1988       | 12 140           |
| Turbo 1050                          | 1984 - 1988       | 13 190           |
| FIRE 1.1 i.e./Ego/LX                | 1988 - 1992       | 97 798           |
| FIRE 1.1 i.e. cat/Avenue/Ego/LX/Mia | 1988 - 1992       | 78 294           |
| FIRE 1.1 i.e. Selectronic           | 1990 - 1992       | 5 313            |
| FIRE 1.1 i.e. cat Selectronic       | 1990 - 1992       | 3 367            |
| FIRE 1.1 i.e. 4WD                   | 1988 - 1992       | 7 030            |
| FIRE 1.1. i.e. cat 4WD              | 1989 - 1992       | 548              |
| 1.3                                 | 1987              | 89               |
| 1.3 i.e.                            | 1988 - 1992       | 23 436           |
| 1.3 i.e. cat                        | 1988              | 390              |
| 1.3 i.e. cat                        | 1988 - 1992       | 5 057            |
| Total séries 1 & 2                  | 1984 - 1992       | 890 723          |

Selon lancia-historie.de, la production globale de l'Y10 a été de 1 133 774 unités.
Dans le recueil "Un secolo di auto italiana - Tutti i modelli Lancia del Novecento" Volume II, page 309, Quattroruote indique le nombre d'exemplaires produits :
- Y10 (1985-1992) : 667 429 exemplaires,
- Y10 2e série (1992-1996) : 942 741 ex.

soit un total de : 1 610 170 exemplaires.